# Carta de Logu

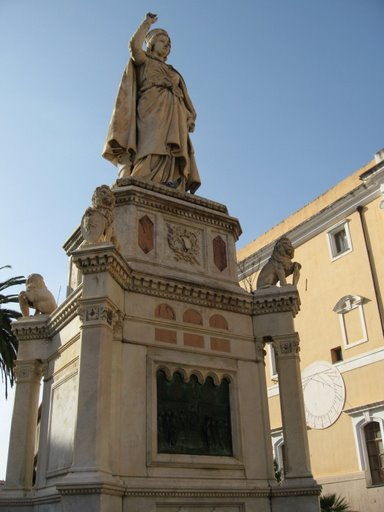
Escultura dedicada a Leonor de Arborea

La Carta de Logu fue el cuerpo de leyes del Juzgado de Arborea promulgado por la  jueza Leonor en el año 1392. Después del fin del juzgado, la Carta fue aplicada por el Reino de Cerdeña y estuvo en vigor hasta que fue actualizado por el Código Feliciano de Carlos Félix de Cerdeña en abril de 1827.
La Carta de Logu amplía un texto homónimo publicado en el año 1376 por Mariano IV poco antes de morir y conocida también como Codice Rurale y Carta de Goceano.
La Carta de Logu constituye un texto de gran importancia en la historia sarda. Se trata de una obra orgánica coherente, orgánica y sistemática que abarca el ámbito civil y penal. El proceso de elaboración de la Carta es desconocido, pero proporciona un testimonio de importancia sobre la situación jurídica, etnológica y lingüística de Cerdeña durante la Edad Media.